# نسيج لين

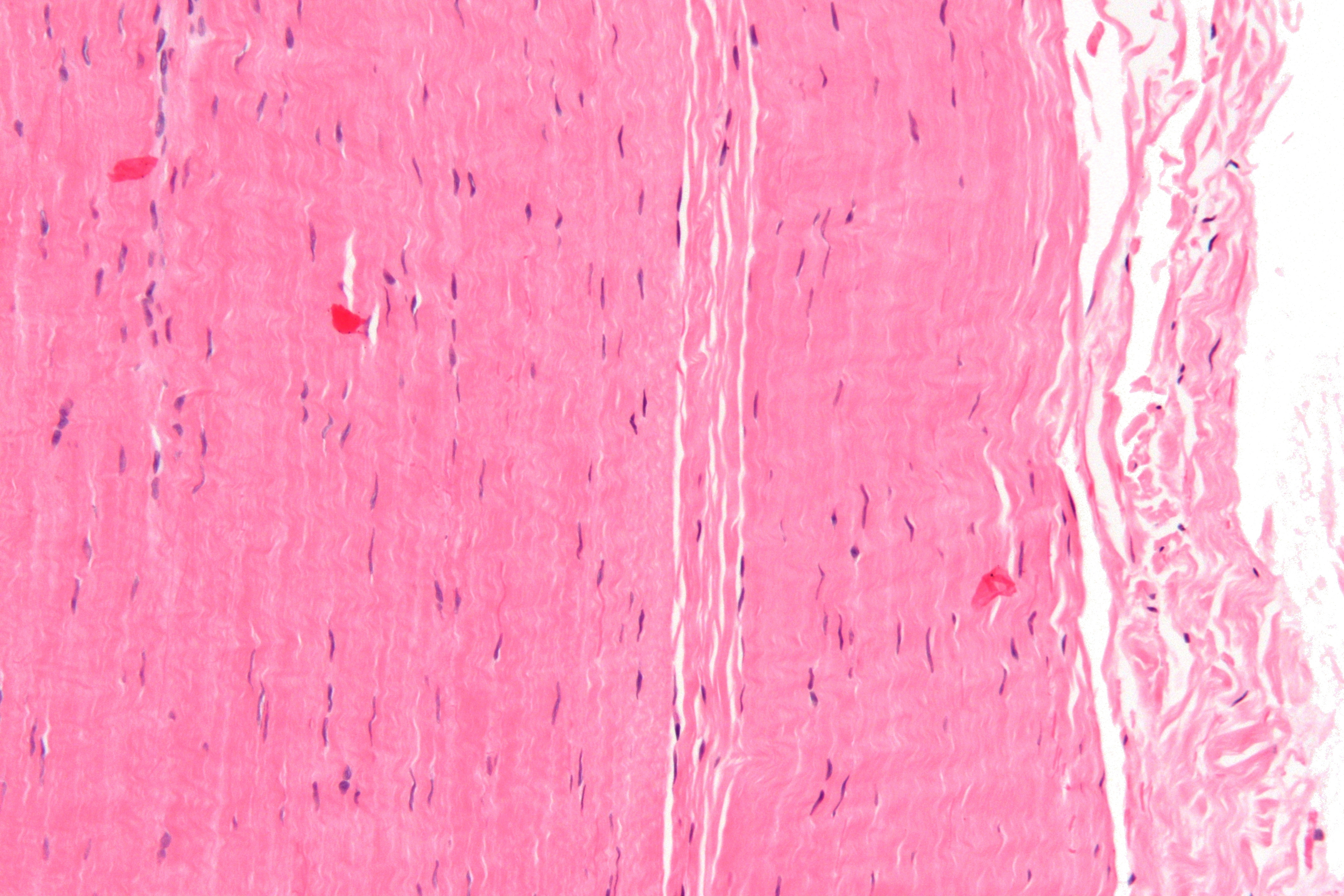
صورة مجهرية لقطعة نسيج لين : (وتر).

النسيج الرخو أو النسيج اللين هو نسيج يصل أو يدعم أو يحيط بأعضاء أخرى. تعتبر الأربطة والأوتار من النسج الرخوة. يتواجد في جميع أنحاء الجسم.

## أنواع الخلايا

### الخلايا الليفية
وهي التي تقوم بإفراز الألياف التي يتميز هذا النسيج بوجودها في الجسم وتوجد في
( النسيج الليفي Areolar C.T & النسيج المرن Elastic C.T & النسيج الشبكي Reticular C.T) .

### خلية أكولة كبيرة
خلايا كبيرة قادرة على الحركة وهذا يساعدها على ابتلاع الأجسام الغريبة وحماية الجسم .

### الخلايا الدهنية
كبيرة الحجم لأن بها فجوة تخزين دهون كبيرة ونواة جانبية صغيرة وتنتشر في كل أنحاء الجسم وتحت الجلد بالذات ( النسيج الدهني Adipose C.T الذي يلعب دوراً مهماً في تثبيت الكليتين ومحجر العينين مكانهما ) .

### البلازمية
وهي صغيرة كروية مسؤولة عن إنتاج الأجسام المضادة لمقاومة الأمراض المعدية .

### الخلايا الصبغية
خلايا نجمية الشكل منتشرة في أدمة الجلد والعين وتنتج صبغات للجسم من ضمنها ضبغة الميلانين
«الميلانين .. الصبغة المتحكمة بسمرة الجلد وكلما زادت السمرة دل ذلك على زيادة نسبة الصبغة»

## الوظيفة والخواص التشريحية المميزة
النسيج الرخو (Proper connective Tissue) مسؤول عن ربط بين أنسجة الجسم والأعضاء.
كذلك يتميز بعدة خواص تجعله أكثر كفاءة .. ومن أهمها:
- 1- خلاياها غير متلاصقة .
- 2- وجود ألياف ( بيضاء - صفراء - شبكية ) .
- 3- يحتوي على مادة خلالية وفيرة ( سائلة - شبه صلبة - صلبة ) .
- 4- يحتوي على أوعية دموية .

## مشاكل النسيج الرخو
- الانحشار.
- تليف المفصل.
- التهاب الغشاء الزلالي.
- التكيسات.

### الانحشار
يحدث الانحشار عندما يحصر النسيج الرخو بين العظام في مفصل. وهناك نوعان رئيسيان للانحشار في الكاحل: أمامي (في مقدمة الكاحل) وخلفي (في مؤخرة الكاحل)

### التشخيص والعلاج
انحشار أمامي: يبحث الجراح عن تورم أمام الكاحل. ويفحص ليعرف إن كان الألم يزداد عند القرفصة أو الطعن بالأصابع أو رفعها للأعلى. تجرى تصوير وأشعة إكس ليرى إن كانت نتوءات عظمية سبب الانحشار.
انحشار خلفي: يحقن الجراح دواء تخدير في منطقة العظم المثلثي الكاحلي، فإذا خف الألم فجأة فالمرجح وجود انحشار خلفي للعظم المثلثي. يؤكد التصوير أو أشعة إكس وجود العظم المثلثي.